# Chiesa di Nostra Signora della Ceramica
La chiesa di Nostra Signora della Ceramica è una chiesa situata a Bruges, in Belgio.
Di stile gotico e barocco, venne costruita a partire dal XIII secolo. All'interno del complesso è presente un museo comprendente dipinti, sculture, mobili, arazzi, vetrate, posate e utensili antichi. Vi è inoltre sepolto il beato Idesbaldo delle Dune nel 1830.